# هگزانول
هگزانول ممکن است به ایزومرهای آلی با فرمول شیمیایی C6H13OH اشاره کند:
| ساختار | نوع     | نام آیوپاک             | نقطه جوش (°C) |
| ------ | ------- | ---------------------- | ------------- |
|        | نوع اول | ۱-هگزانول              | ۱۵۸           |
|        | نوع دوم | ۲-هگزانول              | ۱۴۰           |
|        | نوع دوم | ۳-هگزانول              | ۱۳۵           |
|        | نوع اول | ۲-متیل-۱-پنتانول       | ۱۴۷           |
|        | نوع اول | ۳-متیل-۱-پنتانول       | ۱۵۲           |
|        | نوع اول | ۴-متیل-۱-پنتانول       | ۱۵۱           |
|        | نوع سوم | ۲-متیل-۲-پنتانول       | ۱۲۱           |
|        | نوع دوم | ۳-متیل-۲-پنتانول       | ۱۳۴           |
|        | نوع دوم | ۴-متیل-۲-پنتانول       | ۱۳۱           |
|        | نوع دوم | ۲-متیل-۳-پنتانول       | ۱۲۶           |
|        | نوع سوم | ۳-متیل-۳-پنتانول       | ۱۲۲           |
|        | نوع اول | ۲٬۲-دی‌متیل-۱-بوتانول   | ۱۳۷           |
|        | نوع اول | 2,3-Dimethylbutan-1-ol | ۱۴۵           |
|        | نوع اول | 3,3-Dimethylbutan-1-ol | ۱۴۳           |
|        | نوع سوم | 2,3-Dimethylbutan-2-ol | ۱۱۹           |
|        | نوع دوم | پیناکولیل الکل         | ۱۲۰           |
|        | نوع اول | ۲-اتیل۱-بوتانول        | ۱۴۶           |